# Letitia Christian Tyler
Letitia Christian Tyler, född 12 november 1790 i New Kent County, Virginia, död 10 september 1842, var amerikansk presidentfru 1841–1842, gift med John Tyler i hans första äktenskap.

## Biografi
Letitia Christian Tyler gifte sig med John Tyler den 26 mars 1813 och paret fick åtta barn, varav ett avled i späd ålder.
Letitia Christian Tyler blev delvis förlamad efter ett slaganfall och kunde inte utföra några som helst sociala plikter när hennes make blev president 1841. Hon tillbringade makens ämbetstid i sitt sovrum och kom ned endast för att närvara vid sin dotters bröllop.
Tyler avled i Vita huset 10 september 1842. Hon var den första presidentfrun att dö när maken var president.